# Cacia scenica
Cacia scenica là một loài bọ cánh cứng trong họ Cerambycidae.